# De Rode Pannen

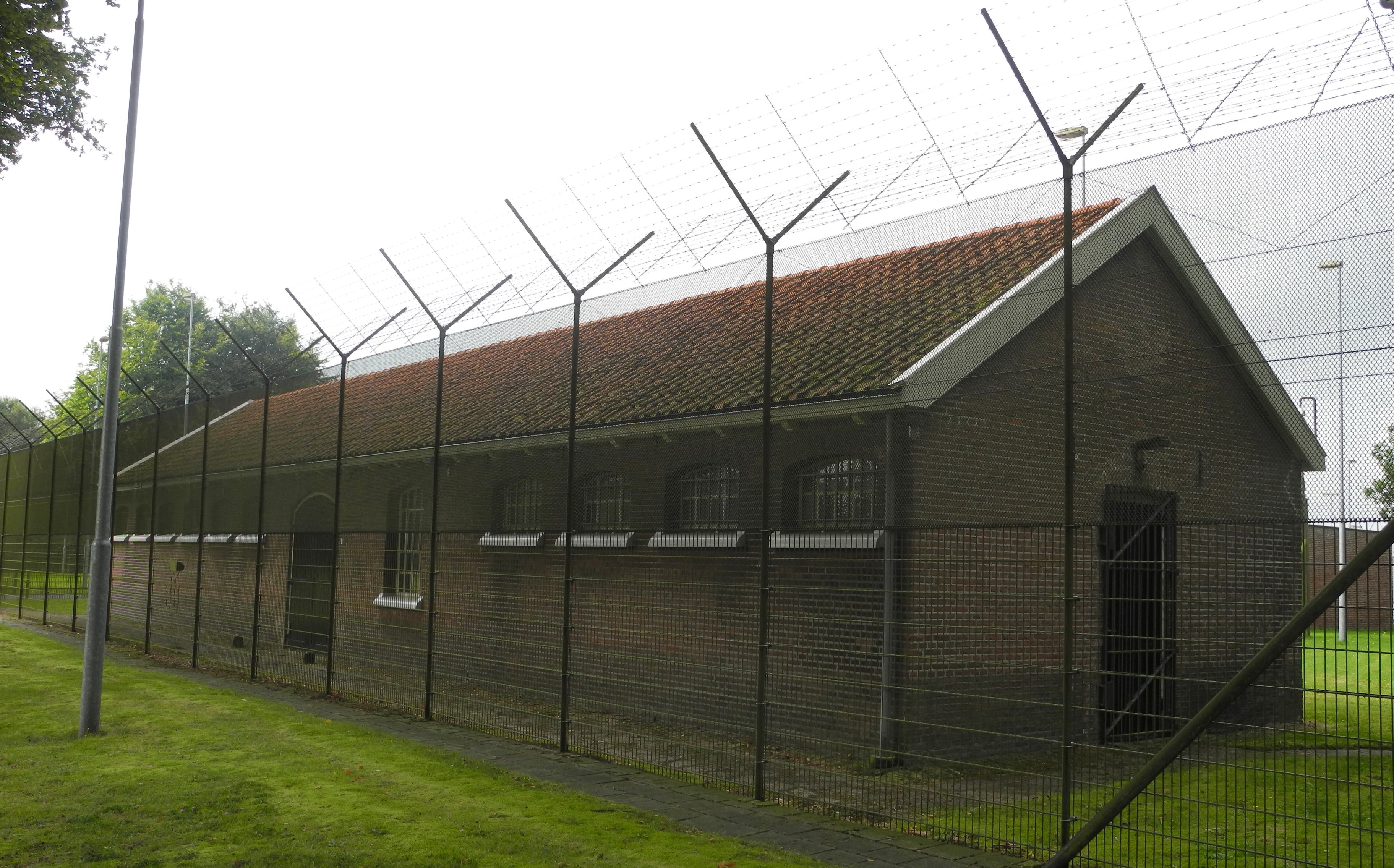
Het cellengebouw uit 1860; naamgever voor de latere gevangenis

De Rode Pannen is een voormalige gevangenis aan de Oude Gracht in Veenhuizen. Per 1 januari 2012 heeft het ministerie van Justitie het complex overgedragen aan de Rijksgebouwendienst. Het Gevangenismuseum mag rondleidingen verzorgen in De Rode Pannen, zolang de gevangenis leeg staat. Ook is het complex gebruikt voor het maken van opnamen voor de televisieserie Overspel, de film Pietje Bell 2 De jacht op de Tsarenkroon en de YouTubeserie Het Jachtseizoen
De Rode Pannen was een strafgevangenis met een extra streng regime. Het is een bakstenen gebouw met rode dakpannen, gebouwd in 1939-1940. Het heeft 46 cellen, waarvan 6 voor tweepersoonsgebruik. De gevangenis beschikt over speciale strafcellen met een afzonderlijke luchtkooi en een recreatieruimte (voorheen luchtruimten). Tot 31 maart 2008 werd het gebruikt voor gevangenen die in andere gevangenissen niet of zeer moeilijk te handhaven waren. Door een speciale aanpak te hanteren en met speciaal getrainde bewaarders probeerde men hier de vaak zeer agressieve gevangenen her op te voeden. Na een verblijf van gemiddeld drie tot vier weken zorgde het merendeel van de gedetineerden er voor om niet meer terug te hoeven. Onder de gevangenen die hier verbleven waren 'meesterkraker' Aage Meinesz, Ferdi Elsas (ontvoerder en moordenaar van Gerrit Jan Heijn) en Willem Holleeder.
Het complex van De Rode Pannen bestaat naast de gevangenis uit een cellengebouw (Rijksmonument met nummer 478495) uit 1860, dat in opdracht van het Ministerie van Binnenlandse Zaken is gebouwd naar een ontwerp volgens de principes van A.C. Pierson (ingenieur voor de gevangenisbouw ter ondersteuning van de Provinciale hoofdingenieur van Waterstaat). Het werd in 1889 verbouwd in opdracht van het Ministerie van Justitie. In 1889 werd ook een dienstwoning (Oude Gracht 32) gebouwd naar ontwerp van W.C. Metzelaar. Tegenwoordig is het oude cellengebouw in gebruik als magazijn van de gestichtswacht en de dienstwoning is ingericht als kantoor voor De Rode Pannen.
Organisatorisch maakte De Rode Pannen deel uit van het huis van bewaring de Oude Gracht met een totale capaciteit van 94 plaatsen. Een nieuwere gedeelte met 48 cellen ligt gescheiden door een luchtplaats achter De Rode Pannen. De cellen in de nieuwbouw zijn kleiner dan in de oudbouw. Het huis van bewaring “de Oude Gracht” vormde samen met de gevangenis Esserheem weer de locatie Esserheem.